# 岐阜放送ダイナミックナイター
ダイナミックナイターは、岐阜放送のプロ野球中継のタイトル。2018・2019年のみ、テレビ・ラジオで異なるタイトルとなっていた。
- ラジオ - 読売ジャイアンツ戦試合を生中継（ラジオ日本ジャイアンツナイターのネット）。2018年・2019年のみ、『ゴールデンナイター』としていた。
- テレビ - 主に中日ドラゴンズのビジター戦や、サンテレビジョンのネット受けで阪神タイガース戦などを中継。⇒『ぎふチャン ダイナミックナイター』。

なお「ぎふチャン」の制定前はそれぞれ「AM岐阜ラジオ ダイナミックナイター」・「岐阜テレビ ダイナミックナイター」という番組タイトルだった。